# Comastoma dechyanum
Comastoma dechyanum là một loài thực vật có hoa trong họ Long đởm. Loài này được (Sommier & Levier) Holub mô tả khoa học đầu tiên năm 1967.